# Édouard Armand Lartet

Lochstab aus dem Magdalénien, Sammlung E. Lartet – Muséum de Toulouse

Édouard Armand Lartet (* 15. April 1801 in Saint-Guiraud; † 28. Januar 1871 in Seissan) war ein französischer Jurist und Paläontologe. Bekannt wurde er mit dem im Jahre 1837 bei Sansan entdeckten und 1856 publizierten Fossil des Dryopithecus, eines Primaten aus dem Miozän.

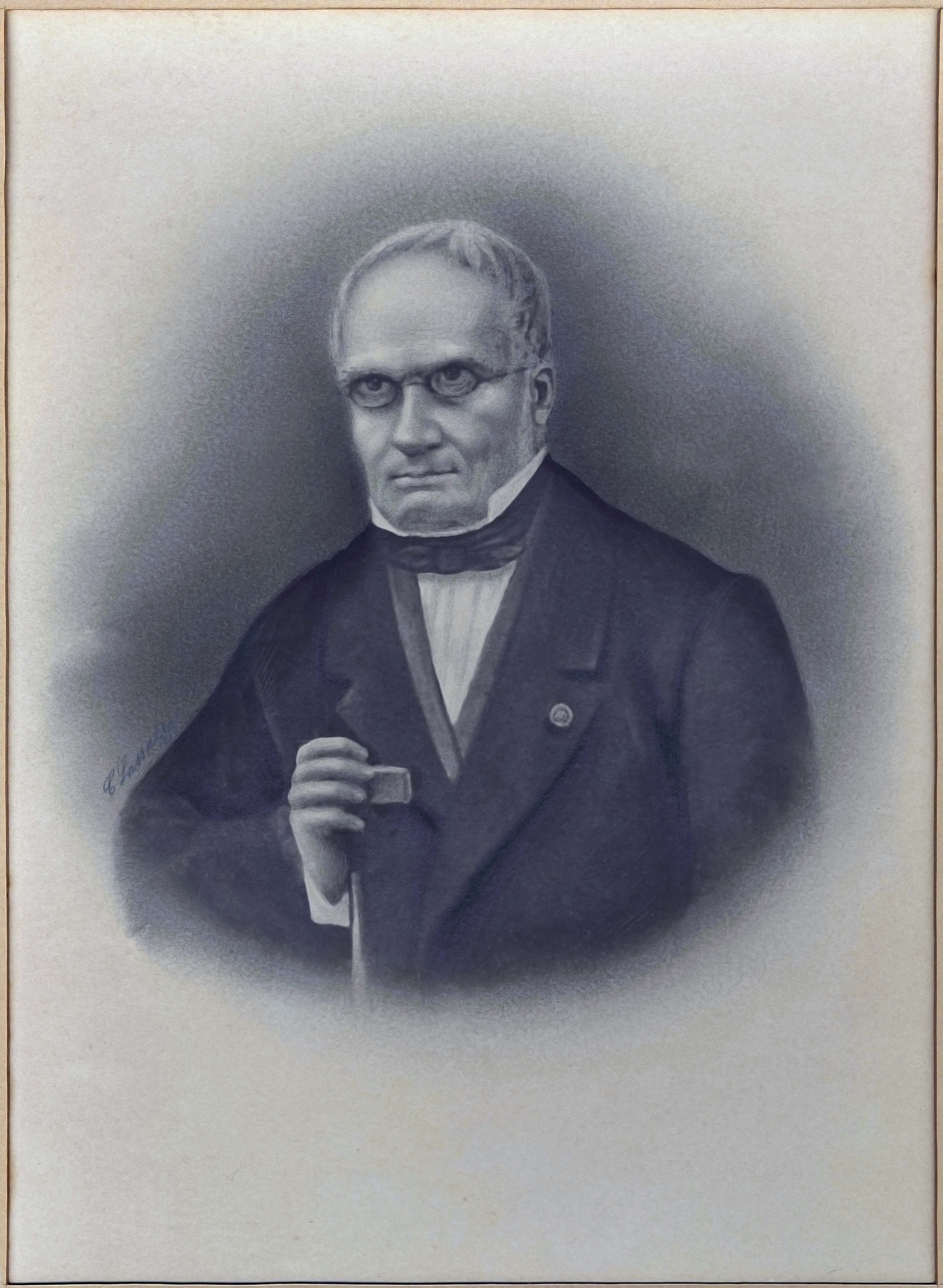
Édouard Armand Lartet

Ab 1860 führte er gemeinsam mit seinem Mäzen Henry Christy archäologische Grabungen in der Höhle von Aurignac (nördliche Pyrenäen) durch, anschließend im Périgord. 1861 stellte er ein erstes chronologisches System steinzeitlicher Kulturen auf, wobei er sich am Prinzip von Leitfossilien der Paläontologie orientierte:
- „Periode des großen Höhlenbären“ (= Neandertaler-Zeit, Mittelpaläolithikum)
- „Periode des Mammuts“ (= älteres Jungpaläolithikum)
- „Periode des Rentiers“ (= Magdalénien)
- „Periode des Auerochsen sowie des geschliffenen Beiles“ (= Jungsteinzeit).

1864 erschien ein Bericht über Grabungen in Laugerie-Haute (bei Les Eyzies). Lartet entdeckte weiterhin die archäologischen Fundplätze La Madeleine und Le Moustier.
Sein Sohn Louis Lartet (1840–1899) führte 1886 die Ausgrabung des Abri von Cro-Magnon durch.
- mit Henry Christy: Reliquiae Aquitanicæ. Being contributions to the Archæology and Palæontology of Périgord and the adjoining provinces of Southern France. Williams & Norgate u. a., London u. a. 1865–1875, (Digitalisat).
- mit Henry Christy: Sur des figures d’animaux gravées ou sculptées et autres produits d’art et d’industries rapportables aux temps primordiaux de la période humaine. In: Revue archéologique. Nouvelle Série Bd. 9, 1864, ISSN 0035-0737, S. 233–267, JSTOR:41734377.